# Hionant
Hionant (lat. Chionanthus), biljni rod iz porodice maslinovki iz tropske i suptropske Azije; nekoliko vrsta u umjerenoj Kini i istočnoj Sjevernoj Americi. Afrički pripadnici prebačeni su u rod Noronhia.
Rod se sastoji od oko 140 vrste grmova i drveća.. Opisan je u Species Plantarum 1: 8. 1753. 

## Vrste
1. Chionanthus abriaquiensis Fern.Alonso & Cogollo
2. Chionanthus acuminatissimus (Merr.) Kiew ex de Juana
3. Chionanthus adamsii Stearn
4. Chionanthus albidiflorus Thwaites
5. Chionanthus amblirrhinus P.S.Green
6. Chionanthus avilensis (Steyerm.) P.S.Green
7. Chionanthus axillaris R.Br.
8. Chionanthus axilliflorus (Griseb.) Stearn
9. Chionanthus bakeri (Urb.) Stearn
10. Chionanthus balgooyanus Kiew
11. Chionanthus beccarii (Stapf) Kiew
12. Chionanthus brassii (Kobuski) Kiew
13. Chionanthus bumelioides (Griseb.) Stearn
14. Chionanthus callophylloides Kiew
15. Chionanthus callophyllus Blume
16. Chionanthus caudifolius (Ridl.) Kiew
17. Chionanthus caymanensis Stearn
18. Chionanthus celebicus Koord.
19. Chionanthus chrysopetalus Cornejo ex Lombardi
20. Chionanthus clementis (Quisumb. & Merr.) Kiew
21. Chionanthus colonchensis Cornejo & Bonifaz
22. Chionanthus compactus Sw.
23. Chionanthus cordulatus Koord.
24. Chionanthus coriaceus (S.Vidal) Yuen P.Yang & S.Y.Lu
25. Chionanthus courtallensis Bedd.
26. Chionanthus crassifolius (Mart.) P.S.Green
27. Chionanthus crispus Kiew
28. Chionanthus curvicarpus Kiew
29. Chionanthus cuspidatus Blume
30. Chionanthus decipiens P.S.Green
31. Chionanthus densiflorus Zoll. & Moritzi
32. Chionanthus dictyophyllus (Urb.) Stearn
33. Chionanthus diversifolius Miq.
34. Chionanthus domingensis Lam.
35. Chionanthus dussii (Krug & Urb.) Stearn
36. Chionanthus ellipticus Blume
37. Chionanthus enerve (Steenis) Kiew
38. Chionanthus eriorachis (Kerr) P.S.Green
39. Chionanthus evenius (Stapf) Kiew
40. Chionanthus ferrugineus (Gilg) P.S.Green
41. Chionanthus filiformis (Vell.) P.S.Green
42. Chionanthus fluminensis (Miers) P.S.Green
43. Chionanthus gardneriorum Kiew
44. Chionanthus gigas (Lingelsh.) Kiew
45. Chionanthus globosus (Kiew) Kiew
46. Chionanthus glomeratus Blume
47. Chionanthus grandifolius (Elmer) Kiew
48. Chionanthus greenii Lombardi
49. Chionanthus guangxiensis B.M.Miao
50. Chionanthus guianensis (Aubl.) Pers.
51. Chionanthus hahlii (Rech.) Kiew
52. Chionanthus hainanensis (Merr. & Chun) B.M.Miao
53. Chionanthus harmandii (Gagnep.) de Juana
54. Chionanthus havilandii Kiew
55. Chionanthus henryae H.L.Li
56. Chionanthus henryanus P.S.Green
57. Chionanthus holdridgii (Camp & Monach.) Stearn
58. Chionanthus implicatus (Rusby) P.S.Green
59. Chionanthus jamaicensis (Urb.) Stearn
60. Chionanthus kajewskii (Sleumer) Kiew
61. Chionanthus kinabaluensis Kiew
62. Chionanthus kostermansii Kiew
63. Chionanthus lancifolius (Ridl.) Kiew
64. Chionanthus leopoldii Kiew
65. Chionanthus ligustrinus (Sw.) Pers.
66. Chionanthus littoreus Miq.
67. Chionanthus longiflorus (H.L.Li) B.M.Miao
68. Chionanthus longipetalus (Merr.) Kiew
69. Chionanthus lucens Kiew
70. Chionanthus luzonicus Blume
71. Chionanthus macrobotrys (Merr.) Kiew
72. Chionanthus macrocarpus Blume
73. Chionanthus macrothyrsus (Merr.) Soejarto & P.K.Lôc
74. Chionanthus mala-elengi (Dennst.) P.S.Green
75. Chionanthus maxwellii P.S.Green
76. Chionanthus megistocarpus Fern.Alonso & Cogollo
77. Chionanthus micranthus (Mart.) Lozano & Fuertes
78. Chionanthus microbotrys (Kerr) P.S.Green
79. Chionanthus microstigma (Gagnep.) P.S.Green
80. Chionanthus minutiflorus Kurz
81. Chionanthus montanus Blume
82. Chionanthus monteazulensis Zavatin & Lombardi
83. Chionanthus nitens Koord. & Valeton
84. Chionanthus nitidus (Merr.) Kiew
85. Chionanthus oblanceolatus (B.L.Rob.) P.S.Green
86. Chionanthus oblongifolius Koord. & Valeton
87. Chionanthus oliganthus (Merr.) Kiew
88. Chionanthus pachyphyllus (Merr.) Kiew
89. Chionanthus palustris Kiew
90. Chionanthus panamensis (Standl.) Stearn
91. Chionanthus parkinsonii (Hutch.) Bennet & Raizada
92. Chionanthus parviflorus Cornejo, Lombardi & W.W.Thomas
93. Chionanthus pedunculatus P.S.Green
94. Chionanthus plurifloroides Kiew
95. Chionanthus pluriflorus (Knobl.) Kiew
96. Chionanthus polycephalus Kiew
97. Chionanthus polygamus (Roxb.) Kiew
98. Chionanthus porcatus Kiew
99. Chionanthus proctorii Stearn
100. Chionanthus pubescens Kunth
101. Chionanthus pubicalyx (Ridl.) Kiew
102. Chionanthus purpureus Lam.
103. Chionanthus pygmaeus Small
104. Chionanthus pyriformis Kiew
105. Chionanthus quadristamineus F.Muell.
106. Chionanthus racemosus (Merr.) Kiew & Pelser
107. Chionanthus ramiflorus Roxb.
108. Chionanthus remotinervius (Merr.) Kiew
109. Chionanthus retusus Lindl. & Paxton
110. Chionanthus riparius (Lingelsh.) Kiew
111. Chionanthus robinsonii (Gagnep.) B.H.Quang
112. Chionanthus rostratus (Teijsm. & Binn.) Miq.
113. Chionanthus rugosus Kiew
114. Chionanthus rupicola (Lingelsh.) Kiew
115. Chionanthus sabahensis Kiew
116. Chionanthus salicifolius (Lingelsh.) Kiew
117. Chionanthus sessiliflorus (Hemsl.) Kiew
118. Chionanthus sleumeri (C.T.White) Stearn
119. Chionanthus sordidus Kiew
120. Chionanthus spicatus Blume
121. Chionanthus spicifer (Ridl.) Kiew
122. Chionanthus stenurus (Merr.) Kiew
123. Chionanthus subcapitatus (Merr.) B.H.Quang
124. Chionanthus subsessilis (Eichler) P.S.Green
125. Chionanthus sulawesicus Kiew
126. Chionanthus sumatranus Blume
127. Chionanthus sutepensis (Kerr) P.S.Green
128. Chionanthus tenuis P.S.Green
129. Chionanthus thorelii (Gagnep.) P.S.Green
130. Chionanthus timorensis Blume
131. Chionanthus trichotomus (Vell.) P.S.Green
132. Chionanthus urbanii (Knobl.) Stearn
133. Chionanthus vargasii Fern.Alonso & Cogollo
134. Chionanthus velutinus (Kerr) P.S.Green
135. Chionanthus verruculatus D.Fang
136. Chionanthus virginicus L.
137. Chionanthus vitiensis (Seem.) A.C.Sm.
138. Chionanthus wurdackii B.Ståhl
139. Chionanthus zeylanicus L.
140. Chionanthus zollingerianus Koord. & Valeton